# Campeonato Pan-Americano de Ginástica Artística de 2025
O Campeonato Pan-Americano de Ginástica Artística de 2025 será realizado na Cidade do Panamá, Panamá, de 12 a 15 de junho de 2025. A competição é organizada pela Federação Panamenha de Ginástica sob a supervisão da União Pan-Americana de Ginástica, e aprovada pela Federação Internacional de Ginástica. Este evento servirá como qualificação para os Jogos Centro-Americanos e do Caribe de 2026.

## Calendário de competição
| Data                                                  | Sessão                                           | Horário       | Subdivisões                                                                       |
| ----------------------------------------------------- | ------------------------------------------------ | ------------- | --------------------------------------------------------------------------------- |
| Quinta-feira, 12 de junho                             | Qualificatória e Final Indiviual Geral Masculina | 09:00 - 11:15 | Subdivisão 1 Estados Unidos, Guatemala, Chile                                     |
| Quinta-feira, 12 de junho                             | Qualificatória e Final Indiviual Geral Masculina | 11:30 - 13:45 | Subdivisão 2 Grupo Misto 3, Grupo Misto 2, Colômbia                               |
| Quinta-feira, 12 de junho                             | Qualificatória e Final Indiviual Geral Masculina | 15:00 - 17:15 | Subdivisão 3 Brasil, Cuba, Porto Rico                                             |
| Quinta-feira, 12 de junho                             | Qualificatória e Final Indiviual Geral Masculina | 17:30 - 19:45 | Subdivisão 4 Grupo Misto 4, Argentina, Canadá                                     |
| Quinta-feira, 12 de junho                             | Qualificatória e Final Indiviual Geral Masculina | 20:00 - 22:15 | Subdivisão 5 Equador, México, Grupo Misto 1                                       |
| Sexta-feira, 13 de junho                              | Qualificatória e Final Indiviual Geral Feminina  | 09:30 - 11:30 | GAF: Subdivisão 1 Costa Rica, Jamaica, Brasil, Venezuela, Estados Unidos          |
| Sexta-feira, 13 de junho                              | Qualificatória e Final Indiviual Geral Feminina  | 11:45 - 13:45 | GAF: Subdivisão 2 Cuba, El Salvador, Peru, Chile, Canadá                          |
| Sexta-feira, 13 de junho                              | Qualificatória e Final Indiviual Geral Feminina  | 15:00 - 17:00 | GAF: Subdivisão 3 Colômbia, Equador, República Dominicana, Panamá, Argentina      |
| Sexta-feira, 13 de junho                              | Qualificatória e Final Indiviual Geral Feminina  | 17:15 - 19:15 | GAF: Subdivisão 4 Trindade e Tobago, Grupo Misto 1, Guatemala, Porto Rico, México |
| Sábado, 14 de junho                                   | Final por Equipes Masculina                      | 09:30 - 12:50 | 8 melhores da qualificatória                                                      |
| Sábado, 14 de junho                                   | Final por Equipes Feminina                       | 13:00 - 17:30 | 8 melhores da qualificatória                                                      |
| Domingo, 15 de junho                                  | Finais por Aparelhos                             | 14:10 - 14:50 | MAG: Solo                                                                         |
| Domingo, 15 de junho                                  | Finais por Aparelhos                             | 14:50 - 15:40 | WAG: Salto / MAG: Cavalo com alças                                                |
| Domingo, 15 de junho                                  | Finais por Aparelhos                             | 15:40 - 16:20 | WAG: Barras assimétricas / MAG: Argolas                                           |
| Domingo, 15 de junho                                  | Finais por Aparelhos                             | 19:10 - 20:00 | WAG: Trace / MAG: Salto                                                           |
| Domingo, 15 de junho                                  | Finais por Aparelhos                             | 20:05 - 20:45 | WAG: Solo / MAG: Barras paralelas                                                 |
| Domingo, 15 de junho                                  | Finais por Aparelhos                             | 20:50 - 21:25 | MAG: Barra fixa                                                                   |
| Todos os horários listados na hora local (UTC−05:00). |                                                  |               |                                                                                   |

Fontes:

## Medalhistas
| Masculino           | | | |
| Equipes             | Estados Unidos · Asher Hong · Brandon Dang · Joshua Karnes · Jun Iwai · Taylor Burkhart · Taylor Christopulos    | Canadá · Aidan Li · Evgeny Siminiuc · Felix Dolci · Ioannis Chronopoulos · Rene Cournoyer              | Argentina · Daniel Villafañe · Julián Jato · Luca Alfieri · Santiago Agostinelli · Santiago Mayol           |
| Individual geral    | Félix Dolci (CAN)                                                                                                | Joshua Karnes (USA)                                                                                    | Diogo Soares (BRA)                                                                                          |
| Solo                | Jun Iwai (USA)                                                                                                   | Jorge Vega (GUA)                                                                                       | Diorges Escobar (CUB)                                                                                       |
| Cavalo com alças    | Brandon Dang (USA)                                                                                               | Joshua Karnes (USA)                                                                                    | Elel Wahrmann-Baker (JAM)                                                                                   |
| Argolas             | Daniel Villafañe (ARG)                                                                                           | Francisco Vélez (PUR)                                                                                  | José López (PUR)                                                                                            |
| Salto               | Félix Dolci (CAN)                                                                                                | José López (PUR)                                                                                       | Jorge Vega (GUA)                                                                                            |
| Barras paralelas    | Félix Dolci (CAN)                                                                                                | Diogo Soares (BRA)                                                                                     | Evgeny Siminiuc (CAN)                                                                                       |
| Barra fixa          | Félix Dolci (CAN)                                                                                                | Joshua Karnes (USA)                                                                                    | Evgeny Siminiuc (CAN)                                                                                       |
| Feminino            | | | |
| Equipes             | Estados Unidos · Dulcy Caylor · Gabrielle Hardie · Hezly Rivera · Jayla Hang · Tiana Sumanasekera · Alessia Rosa | Canadá · Alyssa Guerrier-Calixte · Evandra Zlobec · Gabrielle Black · Lia-Monica Fontaine · Lia Redick | Brasil · Gabriela Barbosa · Julia Coutinho · Luiza Abel · Rebeca Procópio · Thaís Fidélis · Gabriela Bouças |
| Individual geral    | Jayla Hang (USA)                                                                                                 | Lia-Monica Fontaine (CAN)                                                                              | Hezly Rivera (USA)                                                                                          |
| Salto               | Karla Navas (PAN)                                                                                                | Lia-Monica Fontaine (CAN)                                                                              | Jayla Hang (USA)                                                                                            |
| Barras assimétricas | Gabrielle Hardie (USA)                                                                                           | Jayla Hang (USA)                                                                                       | Lia-Monica Fontaine (CAN)                                                                                   |
| Trave               | Lia Redick (CAN)                                                                                                 | Jayla Hang (USA)                                                                                       | Hezly Rivera (USA)                                                                                          |
| Solo                | Lia-Monica Fontaine (CAN)                                                                                        | Jayla Hang (USA)                                                                                       | Gabrielle Hardie (USA)                                                                                      |

## Quadro de medalhas

### Geral
*   país anfitrião (Panamá)
| Pos.               | País               | Ouro | Prata | Bronze | Total |
| ------------------ | ------------------ | ---- | ----- | ------ | ----- |
| 1                  | Estados Unidos     | 6    | 6     | 4      | 16    |
| 2                  | Canadá             | 6    | 4     | 3      | 13    |
| 3                  | Argentina          | 1    | 0     | 1      | 2     |
| 4                  | Panamá             | 1    | 0     | 0      | 1     |
| 5                  | Porto Rico         | 0    | 2     | 1      | 3     |
| 6                  | Brasil             | 0    | 1     | 2      | 3     |
| 7                  | Guatemala          | 0    | 1     | 1      | 2     |
| 8                  | Cuba               | 0    | 0     | 1      | 1     |
| 8                  | Jamaica            | 0    | 0     | 1      | 1     |
| Total (9 entradas) | Total (9 entradas) | 14   | 14    | 14     | 42    |

### Masculino
*   país anfitrião (Panamá)
| Pos.               | País               | Ouro | Prata | Bronze | Total |
| ------------------ | ------------------ | ---- | ----- | ------ | ----- |
| 1                  | Canadá             | 4    | 1     | 2      | 7     |
| 2                  | Estados Unidos     | 3    | 3     | 0      | 6     |
| 3                  | Argentina          | 1    | 0     | 1      | 2     |
| 4                  | Porto Rico         | 0    | 2     | 1      | 3     |
| 5                  | Brasil             | 0    | 1     | 1      | 2     |
| 5                  | Guatemala          | 0    | 1     | 1      | 2     |
| 7                  | Cuba               | 0    | 0     | 1      | 1     |
| 7                  | Jamaica            | 0    | 0     | 1      | 1     |
| Total (8 entradas) | Total (8 entradas) | 8    | 8     | 8      | 24    |

### Feminino
*   país anfitrião (Panamá)
| Pos.               | País               | Ouro | Prata | Bronze | Total |
| ------------------ | ------------------ | ---- | ----- | ------ | ----- |
| 1                  | Estados Unidos     | 3    | 3     | 4      | 10    |
| 2                  | Canadá             | 2    | 3     | 1      | 6     |
| 3                  | Panamá             | 1    | 0     | 0      | 1     |
| 4                  | Brasil             | 0    | 0     | 1      | 1     |
| Total (4 entradas) | Total (4 entradas) | 6    | 6     | 6      | 18    |

## Resultados

### Masculino

#### Equipes
| Pos. | Equipe               |        |        |        |        |        |        | Total   |
| ---- | -------------------- | ------ | ------ | ------ | ------ | ------ | ------ | ------- |
| 1    | Estados Unidos       | 40.750 | 38.300 | 39.500 | 42.400 | 40.200 | 37.650 | 238.800 |
| 1    | Asher Hong           | 13.500 |        | 13.950 | 14.200 | 13.800 | 11.200 | 238.800 |
| 1    | Brandon Dang         |        | 14.200 |        |        |        |        | 238.800 |
| 1    | Joshua Karnes        |        | 11.500 |        |        | 13.400 | 13.150 | 238.800 |
| 1    | Jun Iwai             | 13.800 |        | 13.000 | 14.200 | 13.000 | 13.300 | 238.800 |
| 1    | Taylor Christopulos  | 13.450 | 12.600 | 12.550 | 14.000 |        |        | 238.800 |
| 2    | Canadá               | 38.050 | 37.100 | 39.100 | 40.050 | 39.150 | 40.050 | 233.500 |
| 2    | Aidan Li             |        | 11.900 |        |        |        |        | 233.500 |
| 2    | Evgeny Siminiuc      | 12.700 |        |        | 12.600 | 13.150 | 13.100 | 233.500 |
| 2    | Félix Dolci          |        |        | 13.250 |        |        | 13.800 | 233.500 |
| 2    | Ioannis Chronopoulos | 11.700 | 12.950 | 13.000 | 13.400 | 12.650 |        | 233.500 |
| 2    | Rene Cournoyer       | 13.650 | 12.250 | 12.850 | 14.050 | 13.350 | 13.150 | 233.500 |
| 3    | Argentina            | 38.950 | 37.050 | 38.100 | 40.750 | 37.000 | 34.150 | 226.000 |
| 3    | Daniel Villafañe     | 12.600 |        | 13.250 | 13.900 |        |        | 226.000 |
| 3    | Julian Jato          |        | 11.900 |        |        | 12.500 | 10.750 | 226.000 |
| 3    | Luca Alfieri         |        | 12.350 |        |        | 12.300 | 12.300 | 226.000 |
| 3    | Santiago Agostinelli | 13.000 |        | 13.100 | 13.350 |        |        | 226.000 |
| 3    | Santiago Mayol       | 13.350 | 12.800 | 11.750 | 13.500 | 12.200 | 11.100 | 226.000 |
| 4    | Brasil               | 37.600 | 34.950 | 36.500 | 40.500 | 38.100 | 36.400 | 224.050 |
| 4    | Diogo Soares         | 13.550 | 9.900  | 12.450 | 13.250 | 13.700 | 13.200 | 224.050 |
| 4    | Johnny Oshiro        |        | 12.550 | 11.500 |        | 12.750 |        | 224.050 |
| 4    | Lucas Bitencourt     | 12.750 |        |        |        | 11.650 | 11.450 | 224.050 |
| 4    | Patrick Sampaio      | 11.300 |        | 12.550 | 13.450 |        | 11.750 | 224.050 |
| 4    | Vitaliy Guimarães    |        | 12.500 |        | 13.800 |        |        | 224.050 |
| 5    | Colômbia             | 36.300 | 35.150 | 35.750 | 40.850 | 37.500 | 37.200 | 222.750 |
| 5    | Ángel Barajas        | 12.750 | 11.650 | 12.600 | 14.000 | 13.600 | 13.250 | 222.750 |
| 5    | Daniel Villa         |        |        |        |        |        | 11.150 | 222.750 |
| 5    | Jhordan Castro       |        | 11.150 | 11.600 |        | 12.900 |        | 222.750 |
| 5    | Felipe Ramos         | 11.200 |        |        | 13.350 |        |        | 222.750 |
| 5    | Yan Zabala           | 12.350 | 12.350 | 11.550 | 13.500 | 11.000 | 12.800 | 222.750 |
| 6    | Cuba                 | 38.250 | 33.800 | 33.200 | 39.900 | 38.650 | 35.150 | 218.950 |
| 6    | Argenis Castañeda    | 11.750 | 10.200 | 9.250  | 13.600 |        |        | 218.950 |
| 6    | Alexander Gonzalez   | 12.500 |        | 12.700 | 12.700 | 12.800 |        | 218.950 |
| 6    | Darian Rodriguez     |        |        |        |        |        | 11.200 | 218.950 |
| 6    | Diorges Escobar      | 14.000 | 12.400 |        |        | 13.400 | 12.650 | 218.950 |
| 6    | Yohendry Villaverde  |        | 11.200 | 11.250 | 13.600 | 12.450 | 11.300 | 218.950 |
| 7    | Porto Rico           | 36.250 | 37.050 | 36.450 | 38.600 | 36.050 | 34.500 | 218.900 |
| 7    | Francisco Velez      |        |        | 12.600 | 13.450 | 11.950 |        | 218.900 |
| 7    | José López           | 12.600 |        | 12.650 |        |        | 12.250 | 218.900 |
| 7    | José Rosado          | 11.700 | 11.300 |        | 12.600 | 11.800 | 11.250 | 218.900 |
| 7    | Michael Torres       | 11.950 | 11.950 | 11.200 | 12.550 | 12.300 | 11.000 | 218.900 |
| 7    | Nelson Guilbe        |        | 13.800 |        |        |        |        | 218.900 |
| 8    | Guatemala            | 38.800 | 34.100 | 32.500 | 41.050 | 33.800 | 31.200 | 211.450 |
| 8    | Gabriel Paniagua     |        | 10.250 | 10.750 |        | 10.050 |        | 211.450 |
| 8    | Jaycko Bourdet       | 13.000 | 11.900 | 10.200 | 13.450 | 11.150 | 10.150 | 211.450 |
| 8    | Jorge Vega           | 13.300 |        |        | 14.250 |        | 9.950  | 211.450 |
| 8    | Mario Taperio        | 12.500 | 11.950 | 11.550 | 13.350 | 12.600 | 11.100 | 211.450 |

#### Individual geral
31 ginastas participaram da competição individual geral sem rodada de qualificação prévia. A seguir estão os 24 primeiros do geral. Embora vários ginastas por país pudessem competir em todos os seis aparelhos, apenas um máximo de dois ginastas por país eram elegíveis para classificação.
| Pos. | Ginasta                    |        |        |        |        |        |        | Total  |
| ---- | -------------------------- | ------ | ------ | ------ | ------ | ------ | ------ | ------ |
| 1    | Félix Dolci (CAN)          | 13.650 | 11.850 | 13.000 | 14.200 | 13.550 | 13.900 | 80.150 |
| 2    | Joshua Karnes (USA)        | 13.300 | 13.250 | 12.700 | 13.450 | 13.650 | 13.550 | 79.900 |
| 3    | Diogo Soares (BRA)         | 13.100 | 13.100 | 12.750 | 13.700 | 13.450 | 12.700 | 78.800 |
| 4    | Rene Cournoyer (CAN)       | 13.250 | 12.850 | 12.850 | 13.300 | 13.500 | 12.650 | 78.400 |
| 5    | Taylor Christopulos (USA)  | 13.600 | 12.900 | 13.100 | 13.850 | 12.850 | 11.950 | 78.250 |
| 6    | José López (PUR)           | 13.250 | 11.450 | 13.550 | 13.900 | 12.850 | 12.150 | 77.150 |
| –    | Ioannis Chronopoulos (CAN) | 12.550 | 12.200 | 13.100 | 12.850 | 13.150 | 12.750 | 76.600 |
| 7    | Ángel Barajas (COL)        | 11.900 | 10.600 | 13.300 | 13.800 | 13.950 | 12.900 | 76.450 |
| 8    | Predefinição:Flagthlete    | 12.900 | 13.000 | 12.000 | 13.550 | 11.600 | 13.100 | 76.150 |
| –    | Jun Iwai (USA)             | 13.600 | 9.300  | 12.500 | 13.900 | 13.250 | 12.800 | 75.350 |
| 9    | Santiago Mayol (ARG)       | 12.900 | 12.850 | 12.500 | 13.400 | 11.900 | 11.350 | 74.900 |
| 10   | Elel Wahrmann-Baker (JAM)  | 12.250 | 12.850 | 12.250 | 12.750 | 12.250 | 11.800 | 74.150 |
| 11   | Patrick Sampaio (BRA)      | 13.050 | 10.200 | 12.350 | 13.100 | 12.750 | 12.050 | 73.500 |
| 12   | Jaycko Bourdet (GUA)       | 12.450 | 10.800 | 12.400 | 13.350 | 12.000 | 11.950 | 72.950 |
| 13   | Yohendri Villaverde (CUB)  | 10.650 | 11.500 | 11.950 | 13.950 | 13.150 | 11.650 | 72.850 |
| 14   | Adickxon Trejo (VEN)       | 11.350 | 11.500 | 11.500 | 13.300 | 12.500 | 11.950 | 72.100 |
| 15   | Mario Taperio (GUA)        | 12.200 | 9.000  | 12.150 | 13.100 | 13.150 | 11.200 | 70.800 |
| 16   | César López (ECU)          | 11.200 | 9.800  | 11.750 | 13.200 | 12.650 | 12.000 | 70.600 |
| 17   | Ricardo Torres (MEX)       | 10.850 | 11.000 | 12.850 | 12.050 | 11.900 | 10.750 | 69.400 |
| 18   | Richard Atencio (PAN)      | 11.500 | 12.400 | 10.150 | 12.350 | 10.700 | 11.900 | 69.000 |
| 19   | Andres Valverde (CRC)      | 12.150 | 11.300 | 11.250 | 12.450 | 11.150 | 10.700 | 69.000 |
| 20   | Jhonny Valencia (ECU)      | 11.050 | 11.800 | 9.500  | 13.150 | 12.350 | 10.400 | 68.250 |
| 21   | Edward Alarcón (PER)       | 9.500  | 11.300 | 11.800 | 12.700 | 11.300 | 10.850 | 67.450 |
| 22   | Alonso Perez (MEX)         | 12.650 | 9.300  | 10.700 | 12.600 | 11.100 | 10.900 | 67.250 |
| 23   | Pablo Figueroa (CHI)       | 10.450 | 8.700  | 11.850 | 13.550 | 12.200 | 10.400 | 67.150 |
| 24   | Clayton Bell (JAM)         | 11.500 | 9.250  | 11.050 | 13.450 | 10.200 | 11.200 | 66.650 |

#### Solo
| Pos. | Ginasta                   | Nota D | Nota E | Pen.  | Total  |
| ---- | ------------------------- | ------ | ------ | ----- | ------ |
| 1    | Jun Iwai (USA)            | 5.700  | 8.333  |       | 14.033 |
| 2    | Jorge Vega (GUA)          | 5.400  | 8.400  |       | 13.800 |
| 3    | Diorges Escobar (CUB)     | 5.200  | 8.433  |       | 13.633 |
| 4    | Rene Cournoyer (CAN)      | 5.100  | 8.367  |       | 13.467 |
| 5    | Taylor Christopulos (USA) | 5.200  | 8.367  | 0.100 | 13.467 |
| 6    | Diogo Soares (BRA)        | 5.200  | 7.700  |       | 12.900 |
| 7    | José López (PUR)          | 4.800  | 7.733  |       | 12.533 |
| 8    | Félix Dolci (CAN)         | 5.300  | 5.967  |       | 11.267 |

#### Cavalo com alças
| Pos. | Ginasta                   | Nota D | Nota E | Pen. | Total  |
| ---- | ------------------------- | ------ | ------ | ---- | ------ |
| 1    | Brandon Dang (USA)        | 5.500  | 8.000  |      | 13.500 |
| 2    | Joshua Karnes (USA)       | 5.200  | 8.067  |      | 13.267 |
| 3    | Elel Wahrmann-Baker (JAM) | 4.700  | 7.800  |      | 12.500 |
| 4    | Nelson Guilbe (PUR)       | 5.000  | 7.500  |      | 12.500 |
| 5    | Santiago Mayol (ARG)      | 4.100  | 7.900  |      | 12.000 |
| 6    | Yan Zabala (COL)          | 4.800  | 6.600  |      | 11.400 |
| 7    | Rene Cournoyer (CAN)      | 4.000  | 5.967  |      | 9.967  |
| 8    | Diogo Soares (BRA)        | 4.100  | 3.833  |      | 7.933  |

#### Argolas
| Pos. | Ginasta                    | Nota D | Nota E | Pen. | Total  |
| ---- | -------------------------- | ------ | ------ | ---- | ------ |
| 1    | Daniel Villafañe (ARG)     | 5.100  | 8.600  |      | 13.700 |
| 2    | Francisco Vélez (PUR)      | 5.100  | 8.333  |      | 13.433 |
| 3    | José López (PUR)           | 5.100  | 8.133  |      | 13.233 |
| 4    | Félix Dolci (CAN)          | 5.200  | 8.033  |      | 13.233 |
| 5    | Ioannis Chronopoulos (CAN) | 4.900  | 8.233  |      | 13.133 |
| 6    | Taylor Christopulos (USA)  | 4.400  | 8.633  |      | 13.033 |
| 7    | Angel Barajas (COL)        | 4.500  | 8.200  |      | 12.700 |
| 8    | Ricardo Torres (MEX)       | 4.500  | 7.667  |      | 12.167 |

#### Salto
| Pos. | Ginasta                   | Salto 1 | Salto 1 | Salto 1 | Salto 1 | Salto 2 | Salto 2 | Salto 2 | Salto 2 | Total  |
| Pos. | Ginasta                   | Nota D  | Nota E  | Pen.    | Pont. 1 | Nota D  | Nota E  | Pen.    | Pont. 2 | Total  |
| ---- | ------------------------- | ------- | ------- | ------- | ------- | ------- | ------- | ------- | ------- | ------ |
| 1    | Félix Dolci (CAN)         | 5.200   | 9.000   | 0.100   | 14.100  | 5.200   | 8.833   |         | 14.033  | 14.066 |
| 2    | José López (PUR)          | 4.800   | 9.233   |         | 14.033  | 4.800   | 8.867   |         | 13.667  | 13.850 |
| 3    | Jorge Vega (GUA)          | 4.800   | 9.367   |         | 14.267  | 4.800   | 7.900   |         | 12.700  | 13.483 |
| 4    | Yohendry Villaverde (CUB) | 4.800   | 9.033   |         | 13.833  | 4.800   | 7.733   |         | 12.533  | 13.183 |
| 5    | Daniel Chica (ECU)        | 4.800   | 8.200   |         | 13.000  | 4.400   | 8.767   |         | 13.167  | 13.084 |
| 6    | Wilfry Contreras (DOM)    | 5.200   | 7.667   | 0.100   | 12.767  | 4.400   | 9.067   | 0.100   | 13.367  | 13.067 |
| 7    | Patrick Sampaio (BRA)     | 3.600   | 8.833   |         | 12.433  | 4.400   | 9.067   |         | 13.467  | 12.950 |
| 8    | Clayton Bell (JAM)        | 4.400   | 7.800   | 0.300   | 11.900  | 4.400   | 7.867   | 0.300   | 11.967  | 11.934 |

#### Barras paralelas
| Pos. | Ginasta | Nota D | Nota E | Pen. | Total |
| ---- | ------- | ------ | ------ | ---- | ----- |
| 1    |         |        |        |      |       |
| 2    |         |        |        |      |       |
| 3    |         |        |        |      |       |
| 4    |         |        |        |      |       |
| 5    |         |        |        |      |       |
| 6    |         |        |        |      |       |
| 7    |         |        |        |      |       |
| 8    |         |        |        |      |       |

#### Barra fixa
| Pos. | Ginasta | Nota D | Nota E | Pen. | Total |
| ---- | ------- | ------ | ------ | ---- | ----- |
| 1    |         |        |        |      |       |
| 2    |         |        |        |      |       |
| 3    |         |        |        |      |       |
| 4    |         |        |        |      |       |
| 5    |         |        |        |      |       |
| 6    |         |        |        |      |       |
| 7    |         |        |        |      |       |
| 8    |         |        |        |      |       |

### Feminino

#### Equipes
| Pos. | Equipe                  |        |        |        |        | Total   |
| ---- | ----------------------- | ------ | ------ | ------ | ------ | ------- |
| 1    | Estados Unidos          | 42.099 | 41.399 | 40.567 | 40.700 | 164.765 |
| 1    | Dulcy Caylor            | 14.033 |        |        |        | 164.765 |
| 1    | Gabrielle Hardie        |        | 13.433 |        | 13.500 | 164.765 |
| 1    | Hezly Rivera            | 13.833 | 13.833 | 13.633 | 13.467 | 164.765 |
| 1    | Jayla Hang              | 14.233 | 14.133 | 13.567 | 13.733 | 164.765 |
| 1    | Tiana Sumanasekera      |        |        | 13.367 |        | 164.765 |
| 2    | Canadá                  | 40.800 | 37.267 | 35.966 | 37.600 | 151.633 |
| 2    | Alyssa Guerrier-Calixte |        |        | 12.833 | 12.933 | 151.633 |
| 2    | Evandra Zlobec          |        |        |        | 12.400 | 151.633 |
| 2    | Gabrielle Black         | 13.700 | 12.600 |        | 12.267 | 151.633 |
| 2    | Lia Redick              | 13.467 | 11.667 | 11.300 |        | 151.633 |
| 2    | Lia-Monica Fontaine     | 13.633 | 13.000 | 11.833 |        | 151.633 |
| 3    | Brasil                  | 39.866 | 36.033 | 39.300 | 36.267 | 151.466 |
| 3    | Gabriela Barbosa        |        | 11.933 | 12.933 | 12.700 | 151.466 |
| 3    | Julia Coutinho          |        | 12.200 |        | 12.300 | 151.466 |
| 3    | Luiza Abel              | 13.300 |        |        |        | 151.466 |
| 3    | Rebeca Procópio         | 13.133 |        | 12.767 |        | 151.466 |
| 3    | Thaís Fidélis           | 13.433 | 11.900 | 13.600 | 11.267 | 151.466 |
| 4    | Argentina               | 39.033 | 37.766 | 35.900 | 38.367 | 151.066 |
| 4    | Dolores Carregal        | 12.967 |        |        | 12.667 | 151.066 |
| 4    | Emilia Acosta           | 12.933 |        | 12.933 | 13.000 | 151.066 |
| 4    | Isabella Ajalla         | 13.133 | 12.400 | 12.767 | 12.700 | 151.066 |
| 4    | Meline Mesropian        |        | 12.533 | 10.200 |        | 151.066 |
| 4    | Sira Macias             |        | 12.833 |        |        | 151.066 |
| 5    | Panamá                  | 41.567 | 34.934 | 34.701 | 36.333 | 147.535 |
| 5    | Alyiah Lide             | 13.267 |        | 12.067 | 12.433 | 147.535 |
| 5    | Ana Gutiérrez           |        | 11.267 |        |        | 147.535 |
| 5    | Hillary Heron           | 13.700 | 11.700 | 12.267 |        | 147.535 |
| 5    | Karla Navas             | 14.600 | 11.967 |        | 12.500 | 147.535 |
| 5    | Tatiana Tapia           |        |        | 10.367 | 11.400 | 147.535 |
| 6    | México                  | 39.867 | 34.400 | 35.533 | 37.734 | 147.534 |
| 6    | Cinthia Ruiz            |        | 11.700 |        |        | 147.534 |
| 6    | Julieta Bizarron        | 13.200 | 10.400 |        |        | 147.534 |
| 6    | Mariangela Flores       |        |        | 11.533 | 12.467 | 147.534 |
| 6    | Paulina Guerra          | 13.567 | 12.300 | 11.800 | 12.567 | 147.534 |
| 6    | Valentina Meléndez      | 13.100 |        | 12.200 | 12.700 | 147.534 |
| 7    | Colômbia                | 37.533 | 34.467 | 34.599 | 35.300 | 141.899 |
| 7    | Daira Lamadrid          |        | 12.500 | 11.433 |        | 141.899 |
| 7    | Jireth Gonzalez         | 11.633 | 11.300 |        | 11.067 | 141.899 |
| 7    | Juliana Ochoa           | 13.033 |        | 11.933 | 12.133 | 141.899 |
| 8    | Equador                 | 37.600 | 34.034 | 34.367 | 34.700 | 140.701 |
| 8    | Alais Perea             | 12.433 | 11.500 | 12.067 | 10.833 | 140.701 |
| 8    | Ashley Bohorquez        | 13.700 | 11.767 | 10.767 | 12.100 | 140.701 |
| 8    | Fabiana Sadun           |        | 10.767 | 11.533 | 11.767 | 140.701 |
| 8    | Melina Tripul           | 11.467 |        |        |        | 140.701 |

#### Individual geral
43 ginastas participaram da competição individual geral sem rodada de qualificação prévia. A seguir estão as 24 primeiras do geral. Embora várias ginastas por país pudessem competir em todos os quatro aparelhos, apenas um máximo de duas ginastas por país eram elegíveis para classificação.
| Pos. | Ginasta                       |        |        |        |        | Total  |
| ---- | ----------------------------- | ------ | ------ | ------ | ------ | ------ |
| 1    | Jayla Hang (USA)              | 13.933 | 13.867 | 13.733 | 13.767 | 55.300 |
| 2    | Lia-Monica Fontaine (CAN)     | 14.033 | 13.433 | 13.100 | 13.400 | 53.966 |
| 3    | Hezly Rivera (USA)            | 13.800 | 11.400 | 13.900 | 13.567 | 52.667 |
| –    | Dulcy Caylor (USA)            | 14.267 | 12.100 | 13.433 | 12.800 | 52.600 |
| 4    | Gabrielle Black (CAN)         | 13.933 | 12.833 | 11.900 | 12.767 | 51.433 |
| –    | Alyssa Guerrier-Calixte (CAN) | 13.333 | 11.700 | 12.367 | 12.700 | 50.100 |
| 5    | Emilia Acosta (ARG)           | 13.333 | 12.167 | 11.933 | 12.533 | 49.966 |
| 6    | Isabella Ajalla (ARG)         | 13.267 | 12.667 | 11.000 | 12.733 | 49.667 |
| 7    | Thaís Fidélis (BRA)           | 13.000 | 11.167 | 12.567 | 12.733 | 49.467 |
| 8    | Gabriela Barbosa (BRA)        | 12.800 | 11.667 | 12.233 | 12.600 | 49.300 |
| 9    | Karla Navas (PAN)             | 14.400 | 9.800  | 11.567 | 12.733 | 48.500 |
| 10   | Ginna Escobar (COL)           | 12.967 | 11.733 | 11.500 | 12.267 | 48.467 |
| 11   | Julieta Bizarron (MEX)        | 12.900 | 12.333 | 11.567 | 11.133 | 47.933 |
| 12   | Paulina Guerra (MEX)          | 13.333 | 12.600 | 9.500  | 12.133 | 47.566 |
| 13   | Alais Perea (ECU)             | 12.167 | 12.000 | 11.467 | 11.100 | 46.734 |
| 14   | Daira Lamadrid (COL)          | 12.200 | 11.733 | 11.600 | 11.167 | 46.700 |
| 15   | Rachel Rodriguez (CRC)        | 12.633 | 11.733 | 10.500 | 11.833 | 46.699 |
| –    | Jireth Gonzalez (COL)         | 12.633 | 11.267 | 11.267 | 11.400 | 46.567 |
| 16   | Ashley Bohorquez (ECU)        | 13.167 | 10.900 | 11.567 | 10.867 | 46.501 |
| 17   | Alana Walker (JAM)            | 13.067 | 10.733 | 10.967 | 11.733 | 46.500 |
| 18   | Raeya Linton (JAM)            | 13.533 | 9.133  | 11.533 | 11.367 | 45.566 |
| 19   | Tatiana Tapia (PAN)           | 13.000 | 10.400 | 9.000  | 12.600 | 45.000 |
| 20   | Stella Diaz]] (PUR)           | 12.700 | 11.000 | 10.767 | 10.333 | 44.800 |
| 21   | Alondra Romero (VEN)          | 12.733 | 11.300 | 9.967  | 10.333 | 44.333 |
| 22   | Mishel Echeverria (GUA)       | 12.867 | 10.233 | 10.367 | 10.767 | 44.234 |
| 23   | Krystal Cancax (GUA)          | 11.633 | 10.067 | 11.267 | 11.200 | 44.167 |
| 24   | Sofia Casella (CHI)           | 11.667 | 11.533 | 9.267  | 11.000 | 43.467 |

#### Salto
| Pos. | Ginasta | Salto 1 | Salto 1 | Salto 1 | Salto 1 | Salto 2 | Salto 2 | Salto 2 | Salto 2 | Total |
| Pos. | Ginasta | Nota D  | Nota E  | Pen.    | Pont. 1 | Nota D  | Nota E  | Pen.    | Pont. 2 | Total |
| ---- | ------- | ------- | ------- | ------- | ------- | ------- | ------- | ------- | ------- | ----- |
| 1    |         |         |         |         |         |         |         |         |         |       |
| 2    |         |         |         |         |         |         |         |         |         |       |
| 3    |         |         |         |         |         |         |         |         |         |       |
| 4    |         |         |         |         |         |         |         |         |         |       |
| 5    |         |         |         |         |         |         |         |         |         |       |
| 6    |         |         |         |         |         |         |         |         |         |       |
| 7    |         |         |         |         |         |         |         |         |         |       |
| 8    |         |         |         |         |         |         |         |         |         |       |

#### Barras assimétricas
| Pos. | Ginasta | Nota D | Nota E | Pen. | Total |
| ---- | ------- | ------ | ------ | ---- | ----- |
| 1    |         |        |        |      |       |
| 2    |         |        |        |      |       |
| 3    |         |        |        |      |       |
| 4    |         |        |        |      |       |
| 5    |         |        |        |      |       |
| 6    |         |        |        |      |       |
| 7    |         |        |        |      |       |
| 8    |         |        |        |      |       |

#### Trave
| Pos. | Ginasta | Nota D | Nota E | Pen. | Total |
| ---- | ------- | ------ | ------ | ---- | ----- |
| 1    |         |        |        |      |       |
| 2    |         |        |        |      |       |
| 3    |         |        |        |      |       |
| 4    |         |        |        |      |       |
| 5    |         |        |        |      |       |
| 6    |         |        |        |      |       |
| 7    |         |        |        |      |       |
| 8    |         |        |        |      |       |

#### Solo
| Pos. | Ginasta | Nota D | Nota E | Pen. | Total |
| ---- | ------- | ------ | ------ | ---- | ----- |
| 1    |         |        |        |      |       |
| 2    |         |        |        |      |       |
| 3    |         |        |        |      |       |
| 4    |         |        |        |      |       |
| 5    |         |        |        |      |       |
| 6    |         |        |        |      |       |
| 7    |         |        |        |      |       |
| 8    |         |        |        |      |       |

## Países participantes
- Argentina
- Aruba
- Brasil
- Canadá
- Chile
- Colômbia
- Costa Rica
- Cuba
- El Salvador
- Equador
- Estados Unidos
- Guatemala
- Haiti
- Honduras
- Ilhas Caimã
- Jamaica
- México
- Nicarágua
- Panamá
- Peru
- Porto Rico
- República Dominicana
- Trinidad e Tobago
- Venezuela